# Präsidentschaftswahl in Georgien 2024

Standarte des Präsidenten Georgiens

Die Präsidentschaftswahl in Georgien 2024 fand am 14. Dezember 2024 statt. Sie war die erste Wahl in der Geschichte des Landes, bei der der Präsident nicht mehr direkt vom Volk, sondern von 300 Elektoren gewählt wurde, von denen die Hälfte aus den Abgeordneten des Parlaments besteht. Da die zuvor stattgefundene Parlamentswahl wegen Wahlbetrugs angefochten und nicht allgemein anerkannt wurde sowie das Parlament verfassungswidrig zusammengekommen ist, wird auch das Ergebnis der Präsidentschaftswahl nicht allgemein anerkannt.

## Hintergrund

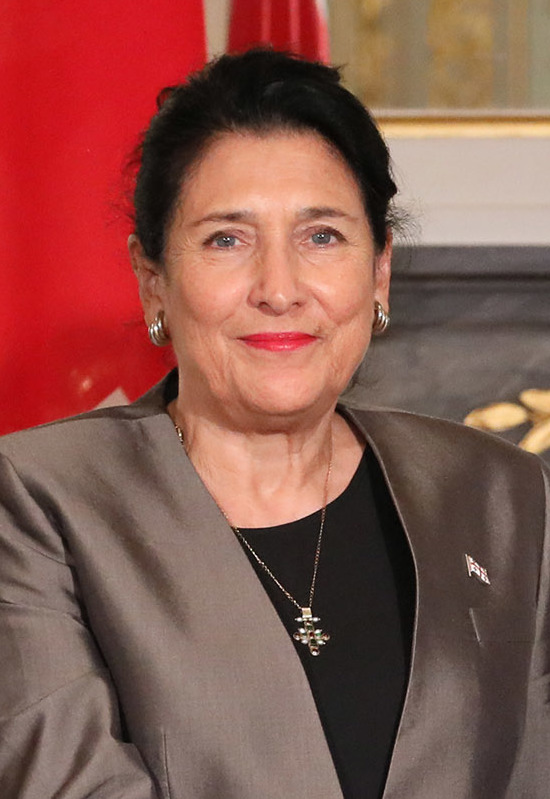
Amtsinhaberin Salome Surabischwili (2019)

Im Zuge verschiedener Verfassungsreformen, die vom ehemaligen Präsidenten Micheil Saakaschwili (Vereinte Nationale Bewegung, ENM) initiiert und unter den Regierungen des Georgischen Traums (KO) fortgesetzt wurden, wurde das Amt des Präsidenten schrittweise entmachtet, wodurch sich Georgien von einer präsidentiellen Republik zu einer parlamentarischen Republik entwickelte. Durch die letzten Verfassungsänderungen wurde auch die Direktwahl des Präsidenten abgeschafft und seine sonst fünfjährige Amtszeit einmalig auf sechs Jahre verlängert, sodass die Präsidentschaftswahlen im selben Jahr wie die Parlamentswahlen abgehalten werden.
Bei den letzten Präsidentschaftswahlen 2018 konnte sich die ehemalige Außenministerin Salome Surabischwili (unabhängig, vom KO unterstützt) im zweiten Wahlgang gegen den ehemaligen Außenminister Grigol Waschadse (ENM) durchsetzen. Sie trat am 16. Dezember 2018 die Nachfolge von Giorgi Margwelaschwili an, der nicht mehr für eine zweite Amtszeit kandidiert hatte.
Die Amtseinführung des neuen Präsidenten erfolgte am 29. Dezember 2024.

### Boykott der Opposition
Nach den Parlamentswahlen vom 26. Oktober, bei denen der KO eine absolute Mehrheit erreichte, wurden Vorwürfe der Wahlfälschung laut. Die Opposition boykottierte geschlossen das Parlament, drei von vier Oppositionsparteien ließen zudem ihre Listen annullieren. Auch Salome Surabischwili erkannte das Wahlergebnis nicht an.
Das Parlament konstituierte sich am 25. November 2024, was laut einigen Rechtsexperten einen Bruch der Verfassung darstellt, da diese ausschließlich Präsidentin Surabischwili das Recht auf Einberufen der konstituierenden Sitzung einräumt und die Konstitution vor Abschluss von Gerichtsverfahren gegen das Wahlergebnis stattfand. Die Opposition sieht sämtliche Entscheidungen des neuen Parlaments als illegitim an und betrachtet Surabischwili bis zur Wahl eines „legitimen Nachfolgers“ weiter als Präsidentin des Landes.

## Wahlmodus
Gemäß dem georgischen Wahlrecht sollen Präsidentschaftswahlen regulär im Oktober abgehalten werden. Die Parlamentswahlen waren aber bereits für den 26. Oktober 2024 terminiert, sodass die Präsidentschaftswahlen erst innerhalb von 45 Tagen nach Konstituierung des neuen Parlaments stattfinden konnten, im November oder Dezember. Passiv wahlberechtigt ist jeder Georgier, der das 40. Lebensjahr erreicht und mindestens 15 Jahre im Land gelebt hat. Ein Kandidat für das Präsidentschaftsamt muss von mindestens 30 Wahlleuten nominiert werden.
Das Elektorengremium setzt sich aus insgesamt 300 Mitgliedern zusammen. Zu diesen gehören die 150 Abgeordneten des Parlaments und die insgesamt 41 Mitglieder der Obersten Räte der Autonomen Republiken Adscharien und Abchasien. Die restlichen 109 Wahlleute werden gemäß Stimmanteil der Parteien bei der letzten Kommunalwahl aufgeteilt, wobei ein Regionalproporz eingehalten werden muss. Im ersten Wahlgang gewählt ist derjenige Kandidat, der mindestens 200 Stimmen auf sich vereinigen kann. Sollte dies auf niemanden zutreffen, so findet ein zweiter Wahlgang der beiden bestplatzierten Kandidaten statt. Der Kandidat mit den meisten Stimmen ist im zweiten Wahlgang als Präsident gewählt; im Falle eines Patts sind die Stimmen des ersten Wahlgangs ausschlaggebend.

### Zusammensetzung nach Parteizugehörigkeiten
| Delegation             | KO  | Ertianoba | FG    | SG    | APG  | KW    | SLP  | Unabh. | Gesamt |
| ---------------------- | --- | --------- | ----- | ----- | ---- | ----- | ---- | ------ | ------ |
| Kommunale Vertretungen | 54  | 39        | 9     | 4     | 1    | 1     | 1    | 0      | 109    |
| Abchasien A1           | 0   | 0         | 0     | 0     | 0    | 0     | 0    | 20     | 20     |
| Adscharien             | 13  | 4         | 2     | 1     | 0    | 1     | 0    | 0      | 21     |
| Parlament              | 89  | 16        | 12    | 14    | 0    | 19    | 0    | 0      | 150    |
| Gesamt                 | 156 | 59 A2     | 23 A2 | 19 A2 | 1 A2 | 21 A2 | 1 A2 | 20     | 300    |

Da die Oppositionsparteien schlussendlich keine Kommunaldelegierten nominierten, gingen alle 109 Delegiertensitze an den KO. Von 300 Delegierten entstammten demnach 211 dem KO und 20 aus Abchasien. Die restlichen 69 Wahlleute boykottierten die Abstimmung.

## Kandidaten

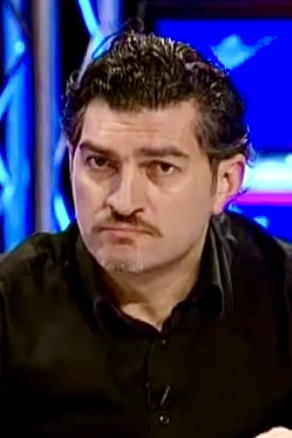
Micheil Qawelaschwili (2014)

Die amtierende Präsidentin Salome Surabischwili erklärte sich bis zur Parlamentswahl grundsätzlich dazu bereit, für eine zweite Amtszeit zu kandidieren. Die Oppositionspartei Lelo für Georgien unterstützte ihre potentielle Kandidatur. Eine Kandidatur des Oligarchen und KO-Gründers Bidsina Iwanischwili galt als möglich.
Der KO nominierte am 27. November 2024 den ehemaligen Fußballspieler und Abgeordneten der rechtskonservativen KO-Abspaltung Chalchis dsala („Volksmacht“) Micheil Qawelaschwili als ihren Präsidentschaftskandidaten.

## Wahlergebnis
| Kandidat                 | Stimmen | Anteil  |
| ------------------------ | ------- | ------- |
| Micheil Qawelaschwili    | 224     | 74,7 %  |
| ungültige Stimmen        | 1       | 0,3 %   |
| nicht abgegebene Stimmen | 75      | 25,0 %  |
| Gesamtzahl               | 300     | 100 %,0 |

Qawelaschwili erreichte damit im ersten Wahlgang die erforderliche Zweidrittelmehrheit.